# Минцев, Виктор Борисович
Виктор Борисович Минцев (род. 2 января 1952 года) — советский и российский физик, специалист в области химической физики, член-корреспондент РАН (2011).

## Биография
Родился 2 января 1952 года.
В 1975 году — окончил Московский физико-технический институт.
С 1978 года — работает в Институте проблем химической физики АН СССР (РАН), где прошел путь от младшего научного сотрудника до заведующего лабораторией и заместителя директора института.
В 1998 году — защитил докторскую диссертацию, тема: «Исследование ударно-сжатой плотной плазмы и преобразования химической энергии КВВ в энергию электромагнитного излучения».
В 2006 году — присвоено учёное звание профессора.
Заведующий химическим отделением, заведующий кафедрой инженерной химической физики (2013-наст. вр.) физико-химического факультета/факультета фундаментальной физико-химической инженерии МГУ.
В 2011 году — избран членом-корреспондентом РАН.

## Научная деятельность
Область научных интересов: экстремальные состояния вещества в ударных и детонационных волнах, преобразование энергии взрыва в электромагнитную.
Основные научные результаты:
- предложены и осуществлены оригинальные схемы преобразования энергии взрывчатого превращения конденсированных ВВ в электромагнитное излучение;
- разработан класс взрывных устройств, обеспечивающих уровень мощности ~100 ГВт, на основе которых созданы взрывной имитатор молнии для испытания технических устройств различного назначения и импульсные источники электропитания для специальных целей;
- разработаны оригинальные экспериментальные методы генерации и диагностики ударно-сжатого вещества, в том числе по взаимодействию с сильными магнитными полями, ионными пучками и лазерным излучением, позволившие впервые получить информацию о природе термодинамических, оптических и транспортных свойств таких сред и создать модели описания вещества, учитывающие сильное межчастичное взаимодействие;
- проведены исследования водорода и инертных газов в условиях ударноволнового нагружения до давлений ~2.5 Мбар;
- обнаружено появление высокого уровня электропроводности, характерного для жидких металлов;

Полученные данные являются основой создания новых моделей строения атмосферы тяжелых планет.
Член Научного совета РАН по горению и взрыву и Научного совета РАН по комплексной проблеме «Физика низкотемпературной плазмы», член Ученых советов ИПХФ РАН, ОИВТ РАН, факультета фундаментальной физико-химической инженерии МГУ, Факультета молекулярной биофизики МФТИ, член диссертационного совета ИПХФ РАН.

## Награды
- Премия Правительства Российской Федерации (2000)[3]
- Почётная грамота Президента Российской Федерации (5 февраля 2024 года) — за заслуги в развитии отечественной науки, многолетнюю плодотворную деятельность и в связи с 300-летием со дня основания Российской академии наук[4]